# Campionato europeo femminile di pallavolo 2015
Il campionato europeo femminile di pallavolo 2015 si è svolto dal 26 settembre al 4 ottobre 2015 ad Apeldoorn, Eindhoven e Rotterdam, nei Paesi Bassi, e ad Anversa, in Belgio: al torneo hanno partecipato sedici squadre nazionali europee e la vittoria finale è andata per la sesta volta, la seconda consecutiva, alla Russia.

## Qualificazioni
Al torneo hanno partecipato: le nazionali dei due paesi organizzatori, le prime cinque nazionali classificate al campionato europeo 2013 (in questo caso si è qualificata la sesta classificata in quanto il Belgio, terzo nella precedente edizione, è già qualificato come paese organizzatore) e nove nazionali qualificate tramite il torneo di qualificazione.

## Impianti
|                                                                                  |                                                                                   |                                                                        |
|                                                                                  |                                                                                   |                                                                        |
| Omnisport Apeldoorn Città: Apeldoorn Capienza: 2 000 Anno d'apertura: 2008       | Indoor-Sportcentrum Eindhoven Città: Eindhoven Capienza: 4 000 Anno d'apertura: - | Rotterdam Ahoy Città: Rotterdam Capienza: 14 021 Anno d'apertura: 1950 |
|                                                                                  |                                                                                   |                                                                        |
| Topsportcentrum Rotterdam Città: Rotterdam Capienza: 2 500 Anno d'apertura: 2000 | Lotto Arena Città: Anversa Capienza: 5 218 Anno d'apertura: 2006                  |                                                                        |

## Regolamento

### Formula
Le squadre hanno disputato una prima fase a gironi con formula del girone all'italiana; al termine della prima fase le prime tre classificate di ogni girone hanno acceduto alla fase finale, strutturata in ottavi di finale (a cui hanno partecipato le seconde e le terze classificate di ogni girone), quarti di finale, semifinali, finale per il terzo posto e finale.

### Criteri di classifica
Se il risultato finale è stato di 3-0 o 3-1 sono stati assegnati 3 punti alla squadra vincente e 0 a quella sconfitta, se il risultato finale è stato di 3-2 sono stati assegnati 2 punti alla squadra vincente e 1 a quella sconfitta.
L'ordine del posizionamento in classifica è stato definito in base a:
- Numero di partite vinte;
- Punti;
- Ratio dei set vinti/persi;
- Ratio dei punti realizzati/subiti;
- Risultati degli scontri diretti.

## Squadre partecipanti
| Squadra     | Qualificazione                            | Ultima partecipazione      |
| ----------- | ----------------------------------------- | -------------------------- |
| Azerbaigian | Spareggio al torneo di qualificazione     | / Germania e Svizzera 2013 |
| Belgio      | Paese organizzatore                       | / Germania e Svizzera 2013 |
| Bielorussia | Spareggio al torneo di qualificazione     | / Germania e Svizzera 2013 |
| Bulgaria    | 1ª al torneo di qualificazione (girone D) | / Germania e Svizzera 2013 |
| Croazia     | 5ª al campionato europeo 2013             | / Germania e Svizzera 2013 |
| Germania    | 2ª al campionato europeo 2013             | / Germania e Svizzera 2013 |
| Italia      | 6ª al campionato europeo 2013             | / Germania e Svizzera 2013 |
| Paesi Bassi | Paese organizzatore                       | / Germania e Svizzera 2013 |
| Polonia     | 1ª al torneo di qualificazione (girone B) | / Germania e Svizzera 2013 |
| Rep. Ceca   | 1ª al torneo di qualificazione (girone C) | / Germania e Svizzera 2013 |
| Romania     | 1ª al torneo di qualificazione (girone F) | / Serbia e Italia 2011     |
| Russia      | 1ª al campionato europeo 2013             | / Germania e Svizzera 2013 |
| Serbia      | 4ª al campionato europeo 2013             | / Germania e Svizzera 2013 |
| Slovenia    | Spareggio al torneo di qualificazione     | Debutto                    |
| Turchia     | 1ª al torneo di qualificazione (girone A) | / Germania e Svizzera 2013 |
| Ungheria    | 1ª al torneo di qualificazione (girone E) | Belgio 1987                |

## Torneo

### Fase a gironi
I gironi sono stati sorteggiati il 12 novembre 2014 ad Anversa.
| Girone A    | Girone B    | Girone C    | Girone D  |
| ----------- | ----------- | ----------- | --------- |
| Italia      | Azerbaigian | Bielorussia | Germania  |
| Paesi Bassi | Belgio      | Bulgaria    | Rep. Ceca |
| Polonia     | Turchia     | Croazia     | Romania   |
| Slovenia    | Ungheria    | Russia      | Serbia    |

#### Girone A

##### Risultati
| 26 settembre 2015 Omnisport Apeldoorn, Apeldoorn Durata: 1h:19 - Spettatori: 5 500 | Slovenia    | 0 - 3 | Paesi Bassi | 12-25, 14-25, 22-25        |
| 26 settembre 2015 Omnisport Apeldoorn, Apeldoorn Durata: 1h:45 - Spettatori: 4 000 | Italia      | 3 - 1 | Polonia     | 25-20, 21-25, 25-17, 25-16 |
| 27 settembre 2015 Omnisport Apeldoorn, Apeldoorn Durata: 1h:46 - Spettatori: 5 600 | Paesi Bassi | 3 - 1 | Polonia     | 25-15, 25-11, 19-25, 25-18 |
| 27 settembre 2015 Omnisport Apeldoorn, Apeldoorn Durata: 1h:34 - Spettatori: 4 000 | Slovenia    | 1 - 3 | Italia      | 9-25, 12-25, 26-24, 11-25  |
| 28 settembre 2015 Omnisport Apeldoorn, Apeldoorn Durata: 1h:21 - Spettatori: 2 800 | Polonia     | 3 - 0 | Slovenia    | 25-18, 25-19, 25-21        |
| 28 settembre 2015 Omnisport Apeldoorn, Apeldoorn Durata: 1h:24 - Spettatori: 5 600 | Paesi Bassi | 3 - 0 | Italia      | 25-15, 25-18, 25-22        |

##### Classifica
| Pos. | Squadra     | Pt | G | V | P | SV | SP | Ratio | PF  | PS  | Ratio |
| ---- | ----------- | -- | - | - | - | -- | -- | ----- | --- | --- | ----- |
| 1.   | Paesi Bassi | 9  | 3 | 3 | 0 | 9  | 1  | 9,000 | 244 | 172 | 1,418 |
| 2.   | Italia      | 6  | 3 | 2 | 1 | 6  | 5  | 1,200 | 250 | 211 | 1,184 |
| 3.   | Polonia     | 3  | 3 | 1 | 2 | 5  | 6  | 0,833 | 222 | 248 | 0,895 |
| 4.   | Slovenia    | 0  | 3 | 0 | 3 | 1  | 9  | 0,111 | 164 | 249 | 0,658 |

      Qualificata ai quarti di finale.
      Qualificata agli ottavi di finale.

#### Girone B

##### Risultati
| 26 settembre 2015 Lotto Arena, Anversa Durata: 1h:18 - Spettatori: 5 413 | Ungheria    | 0 - 3 | Belgio      | 15-25, 8-25, 18-25         |
| 26 settembre 2015 Lotto Arena, Anversa Durata: 1h:22 - Spettatori: 3 122 | Turchia     | 3 - 0 | Azerbaigian | 25-21, 28-26, 25-13        |
| 27 settembre 2015 Lotto Arena, Anversa Durata: 1h:33 - Spettatori: 5 791 | Belgio      | 3 - 0 | Azerbaigian | 25-17, 25-20, 27-25        |
| 27 settembre 2015 Lotto Arena, Anversa Durata: 1h:20 - Spettatori: 1 480 | Ungheria    | 0 - 3 | Turchia     | 20-25, 20-25, 14-25        |
| 28 settembre 2015 Lotto Arena, Anversa Durata: 2h:05 - Spettatori: 840   | Azerbaigian | 1 - 3 | Ungheria    | 16-25, 28-26, 22-25, 16-25 |
| 28 settembre 2015 Lotto Arena, Anversa Durata: 1h:22 - Spettatori: 4 961 | Belgio      | 0 - 3 | Turchia     | 18-25, 17-25, 16-25        |

##### Classifica
| Pos. | Squadra     | Pt | G | V | P | SV | SP | Ratio | PF  | PS  | Ratio |
| ---- | ----------- | -- | - | - | - | -- | -- | ----- | --- | --- | ----- |
| 1.   | Turchia     | 9  | 3 | 3 | 0 | 9  | 0  | MAX   | 228 | 165 | 1,381 |
| 2.   | Belgio      | 6  | 3 | 2 | 1 | 6  | 3  | 2,000 | 203 | 178 | 1,140 |
| 3.   | Ungheria    | 3  | 3 | 1 | 2 | 3  | 7  | 0,428 | 196 | 232 | 0,844 |
| 4.   | Azerbaigian | 0  | 3 | 0 | 3 | 1  | 9  | 0,111 | 204 | 256 | 0,796 |

      Qualificata ai quarti di finale.
      Qualificata agli ottavi di finale.

#### Girone C

##### Risultati
| 26 settembre 2015 Topsportcentrum Rotterdam, Rotterdam Durata: 1h:23 - Spettatori: 275 | Bulgaria    | 0 - 3 | Russia      | 6-25, 14-25, 25-27                |
| 26 settembre 2015 Topsportcentrum Rotterdam, Rotterdam Durata: 1h:34 - Spettatori: 200 | Croazia     | 0 - 3 | Bielorussia | 19-25, 18-25, 24-26               |
| 27 settembre 2015 Topsportcentrum Rotterdam, Rotterdam Durata: 1h:22 - Spettatori: 200 | Russia      | 3 - 0 | Bielorussia | 25-18, 25-16, 25-21               |
| 27 settembre 2015 Topsportcentrum Rotterdam, Rotterdam Durata: 2h:12 - Spettatori: 200 | Bulgaria    | 2 - 3 | Croazia     | 23-25, 25-22, 25-13, 22-25, 13-15 |
| 28 settembre 2015 Topsportcentrum Rotterdam, Rotterdam Durata: 2h:21 - Spettatori: 150 | Bielorussia | 3 - 2 | Bulgaria    | 25-21, 25-23, 14-25, 20-25, 15-11 |
| 28 settembre 2015 Topsportcentrum Rotterdam, Rotterdam Durata: 1h:36 - Spettatori: 175 | Russia      | 0 - 3 | Croazia     | 21-25, 24-26, 24-26               |

##### Classifica
| Pos. | Squadra     | Pt | G | V | P | SV | SP | Ratio | PF  | PS  | Ratio |
| ---- | ----------- | -- | - | - | - | -- | -- | ----- | --- | --- | ----- |
| 1.   | Russia      | 6  | 3 | 2 | 1 | 6  | 3  | 2,000 | 221 | 177 | 1,248 |
| 2.   | Bielorussia | 5  | 3 | 2 | 1 | 6  | 5  | 1,200 | 230 | 241 | 0,954 |
| 3.   | Croazia     | 5  | 3 | 2 | 1 | 6  | 5  | 1,200 | 239 | 253 | 0,944 |
| 4.   | Bulgaria    | 2  | 3 | 0 | 3 | 4  | 9  | 0,444 | 258 | 277 | 0,931 |

      Qualificata ai quarti di finale.
      Qualificata agli ottavi di finale.

#### Girone D

##### Risultati
| 26 settembre 2015 Indoor-Sportcentrum Eindhoven, Eindhoven Durata: 1h:13 - Spettatori: 440 | Rep. Ceca | 3 - 0 | Romania   | 25-13, 25-18, 25-15        |
| 26 settembre 2015 Indoor-Sportcentrum Eindhoven, Eindhoven Durata: 1h:27 - Spettatori: 900 | Serbia    | 3 - 0 | Germania  | 25-18, 25-22, 25-19        |
| 27 settembre 2015 Indoor-Sportcentrum Eindhoven, Eindhoven Durata: 1h:51 - Spettatori: 576 | Romania   | 1 - 3 | Germania  | 14-25, 26-24, 15-25, 19-25 |
| 27 settembre 2015 Indoor-Sportcentrum Eindhoven, Eindhoven Durata: 1h:24 - Spettatori: 400 | Rep. Ceca | 0 - 3 | Serbia    | 20-25, 23-25, 18-25        |
| 28 settembre 2015 Indoor-Sportcentrum Eindhoven, Eindhoven Durata: 1h:25 - Spettatori: 250 | Germania  | 3 - 0 | Rep. Ceca | 25-17, 25-23, 25-17        |
| 28 settembre 2015 Indoor-Sportcentrum Eindhoven, Eindhoven Durata: 1h:18 - Spettatori: 490 | Romania   | 0 - 3 | Serbia    | 20-25, 14-25, 15-25        |

##### Classifica
| Pos. | Squadra   | Pt | G | V | P | SV | SP | Ratio | PF  | PS  | Ratio |
| ---- | --------- | -- | - | - | - | -- | -- | ----- | --- | --- | ----- |
| 1.   | Serbia    | 9  | 3 | 3 | 0 | 9  | 0  | MAX   | 225 | 169 | 1,331 |
| 2.   | Germania  | 6  | 3 | 2 | 1 | 6  | 4  | 1,500 | 233 | 206 | 1,131 |
| 3.   | Rep. Ceca | 3  | 3 | 1 | 2 | 3  | 6  | 0,500 | 193 | 196 | 0,984 |
| 4.   | Romania   | 0  | 3 | 0 | 3 | 1  | 9  | 0,111 | 169 | 249 | 0,678 |

      Qualificata ai quarti di finale.
      Qualificata agli ottavi di finale.

### Fase finale
|  | Ottavi di finale | Ottavi di finale | Ottavi di finale |  |  | Quarti di finale | Quarti di finale | Quarti di finale |  |    | Semifinali  | Semifinali | Semifinali |    |                 | Finale          | Finale          | Finale |
|  |                  |                  |                  |  |  |                  |                  |                  |  |    |             |            |            |    |                 |                 |                 |        |
|  |                  |                  |                  |  |  | 1A               | Paesi Bassi      | 3                |  |    |             |            |            |    |                 |                 |                 |        |
|  |                  |                  |                  |  |  | 1A               | Paesi Bassi      | 3                |  |    |             |            |            |    |                 |                 |                 |        |
|  | 2C               | Bielorussia      | 2                |  |  | 3A               | Polonia          | 1                |  |    |             |            |            |    |                 |                 |                 |        |
|  | 2C               | Bielorussia      | 2                |  |  | 3A               | Polonia          | 1                |  |    |             |            |            |    |                 |                 |                 |        |
|  | 3A               | Polonia          | 3                |  |  |                  |                  |                  |  | 1A | Paesi Bassi | 3          |            |    |                 |                 |                 |        |
|  | 3A               | Polonia          | 3                |  |  |                  |                  |                  |  | 1A | Paesi Bassi | 3          |            |    |                 |                 |                 |        |
|  |                  |                  |                  |  |  |                  |                  |                  |  |    | 1B          | Turchia    | 0          |    |                 |                 |                 |        |
|  |                  |                  |                  |  |  |                  |                  |                  |  |    | 1B          | Turchia    | 0          |    |                 |                 |                 |        |
|  |                  |                  |                  |  |  | 1B               | Turchia          | 3                |  |    |             |            |            |    |                 |                 |                 |        |
|  |                  |                  |                  |  |  |                  |                  |                  |  |    |             |            |            |    |                 |                 |                 |        |
|  | 2D               | Germania         | 3                |  |  | 2D               | Germania         | 2                |  |    |             |            |            |    |                 |                 |                 |        |
|  | 2D               | Germania         | 3                |  |  |                  |                  |                  |  |    |             |            |            |    |                 |                 |                 |        |
|  | 3B               | Ungheria         | 0                |  |  |                  |                  |                  |  |    |             |            |            |    | 1A              | Paesi Bassi     | 0               |        |
|  | 3B               | Ungheria         | 0                |  |  |                  |                  |                  |  |    |             |            |            |    | 1A              | Paesi Bassi     | 0               |        |
|  |                  |                  |                  |  |  |                  |                  |                  |  |    |             |            |            |    |                 | 1C              | Russia          | 3      |
|  |                  |                  |                  |  |  |                  |                  |                  |  |    |             |            |            |    |                 | 1C              | Russia          | 3      |
|  |                  |                  |                  |  |  | 1C               | Russia           | 3                |  |    |             |            |            |    |                 |                 |                 |        |
|  |                  |                  |                  |  |  | 1C               | Russia           | 3                |  |    |             |            |            |    |                 |                 |                 |        |
|  | 2A               | Italia           | 3                |  |  | 2A               | Italia           | 1                |  |    |             |            |            |    | Finale 3° posto | Finale 3° posto | Finale 3° posto |        |
|  | 2A               | Italia           | 3                |  |  |                  |                  | 1                |  |    |             |            |            |    |                 |                 |                 |        |
|  | 3C               | Croazia          | 0                |  |  |                  |                  |                  |  | 1C | Russia      | 3          |            | 1B | Turchia         | 0               |                 |        |
|  | 3C               | Croazia          | 0                |  |  |                  |                  |                  |  | 1C | Russia      | 3          |            | 1B | Turchia         | 0               |                 |        |
|  |                  |                  |                  |  |  |                  |                  |                  |  |    | 1D          | Serbia     | 1          |    |                 | 1D              | Serbia          | 3      |
|  |                  |                  |                  |  |  |                  |                  |                  |  |    | 1D          | Serbia     | 1          |    |                 | 1D              | Serbia          | 3      |
|  |                  |                  |                  |  |  | 1D               | Serbia           | 3                |  |    |             |            |            |    |                 |                 |                 |        |
|  |                  |                  |                  |  |  | 1D               | Serbia           | 3                |  |    |             |            |            |    |                 |                 |                 |        |
|  | 2B               | Belgio           | 3                |  |  | 2B               | Belgio           | 1                |  |    |             |            |            |    |                 |                 |                 |        |
|  | 2B               | Belgio           | 3                |  |  | 2B               | Belgio           | 1                |  |    |             |            |            |    |                 |                 |                 |        |
|  | 3D               | Rep. Ceca        | 1                |  |  |                  |                  |                  |  |    |             |            |            |    |                 |                 |                 |        |
|  | 3D               | Rep. Ceca        | 1                |  |  |                  |                  |                  |  |    |             |            |            |    |                 |                 |                 |        |

#### Ottavi di finale
| 30 settembre 2015 Rotterdam Ahoy, Rotterdam Durata: 1h:27 - Spettatori: 500 | Italia      | 3 - 0 | Croazia   | 25-22, 25-21, 25-20               |
| 30 settembre 2015 Lotto Arena, Anversa Durata: 1h:20 - Spettatori: 650      | Germania    | 3 - 0 | Ungheria  | 25-18, 25-17, 25-14               |
| 30 settembre 2015 Rotterdam Ahoy, Rotterdam Durata: 2h:00 - Spettatori: 600 | Bielorussia | 2 - 3 | Polonia   | 17-25, 13-25, 25-22, 25-20, 12-15 |
| 30 settembre 2015 Lotto Arena, Anversa Durata: 1h:50 - Spettatori: 3 200    | Belgio      | 3 - 1 | Rep. Ceca | 25-12, 23-25, 25-21, 25-9         |

#### Quarti di finale
| 1º ottobre 2015 Rotterdam Ahoy, Rotterdam Durata: 2h:15 - Spettatori: 3 200 | Russia      | 3 - 1 | Italia   | 30-28, 20-25, 25-23, 25-20        |
| 1º ottobre 2015 Lotto Arena, Anversa Durata: 2h:23 - Spettatori: 930        | Turchia     | 3 - 2 | Germania | 25-20, 21-25, 20-25, 25-23, 15-12 |
| 1º ottobre 2015 Rotterdam Ahoy, Rotterdam Durata: 1h:50 - Spettatori: 4 500 | Paesi Bassi | 3 - 1 | Polonia  | 25-16, 23-25, 25-16, 25-16        |
| 1º ottobre 2015 Lotto Arena, Anversa Durata: 1h:59 - Spettatori: 5 000      | Serbia      | 3 - 1 | Belgio   | 19-25, 29-27, 25-11, 25-18        |

#### Semifinali
| 3 ottobre 2015 Rotterdam Ahoy, Rotterdam Durata: 1h:33 - Spettatori: 6 945 | Paesi Bassi | 3 - 0 | Turchia | 25-22, 25-18, 28-26        |
| 3 ottobre 2015 Rotterdam Ahoy, Rotterdam Durata: 2h:04 - Spettatori: 4 400 | Russia      | 3 - 1 | Serbia  | 25-23, 25-23, 21-25, 25-22 |

#### Finale 3º posto
| 4 ottobre 2015 Rotterdam Ahoy, Rotterdam Durata: 1h:15 - Spettatori: 7 700 | Turchia | 0 - 3 | Serbia | 19-25, 17-25, 18-25 |

#### Finale
| 4 ottobre 2015 Rotterdam Ahoy, Rotterdam Durata: 1h:23 - Spettatori: 11 000 | Paesi Bassi | 0 - 3 | Russia | 14-25, 20-25, 20-25 |

## Classifica finale
| Pos     | Squadra     | Rosa |
| ------- | ----------- | --- |
| Oro     | Russia      | Formazione: 1 Ščerban', 2 Kuzjakina, 5 Pasynkova, 7 Bogačëva, 8 Hončarova, 10 Pankova, 12 Orlova, 13 Starceva, 14 Fetisova, 15 Košeleva, 16 Zarjažko, 17 Malych, 18 Il'čenko, 19 Malova, CT: Maričev |
| Argento | Paesi Bassi | Formazione: 1 Knip, 2 Stoltenborg, 3 Beliën, 4 Plak, 5 de Kruijf, 6 Grothues, 7 Steenbergen, 8 Pietersen, 9 Schoot, 10 Slöetjes, 11 Buijs, 12 Flier, 14 Dijkema, 16 Stam, CT: Guidetti               |
| Bronzo  | Serbia      | Formazione: 4 Živković, 5 Popović, 6 Malešević, 9 Mihajlović, 10 Ognjenović, 11 Veljković, 12 Nikolić, 13 Bjelica, 15 Stevanović, 16 Rašić, 17 Popović, 18 Ćebić, 19 Bošković, 21 Buša, CT: Terzić   |
| 4       | Turchia     | |
| 5       | Germania    | |
| 6       | Belgio      | |
| 7       | Italia      | |
| 8       | Polonia     | |
| 9       | Bielorussia | |
| 10      | Croazia     | |
| 11      | Rep. Ceca   | |
| 12      | Ungheria    | |
| 13      | Bulgaria    | |
| 14      | Azerbaigian | |
| 15      | Romania     | |
| 16      | Slovenia    | |

|  |  |  |  | Qualificata al campionato europeo 2017. |

## Premi individuali
| Premio                 | Nome              | Squadra     |
| ---------------------- | ----------------- | ----------- |
| MVP                    | Tat'jana Košeleva | Russia      |
| Miglior palleggiatrice | Maja Ognjenović   | Serbia      |
| Miglior opposto        | Lonneke Slöetjes  | Paesi Bassi |
| Miglior schiacciatrice | Tat'jana Košeleva | Russia      |
| Miglior schiacciatrice | Anne Buijs        | Paesi Bassi |
| Miglior centrale       | Irina Zarjažko    | Russia      |
| Miglior centrale       | Eda Erdem         | Turchia     |
| Miglior libero         | Anna Malova       | Russia      |
| Miglior fair play      | Hans Nieukerke    | Paesi Bassi |